# Matthew Finn
Matthew ”Matt” Finn, född 24 februari 1994 i Toronto, Ontario, är en kanadensisk professionell ishockeyspelare. Hans moderklubb är Toronto Marlboros.